# Betta obscura
Betta obscura är en fiskart som beskrevs av Tan och Ng 2005. Betta obscura ingår i släktet Betta och familjen Osphronemidae. Inga underarter finns listade.